# Harpactira baviana
Harpactira baviana là một loài nhện trong họ Theraphosidae.
Loài này thuộc chi Harpactira. Harpactira baviana được William Frederick Purcell miêu tả năm 1903.